# Psilopleura pentheri
Psilopleura pentheri är en fjärilsart som beskrevs av Hans Zerny 1912. Psilopleura pentheri ingår i släktet Psilopleura och familjen björnspinnare. Inga underarter finns listade.